# Osteobrama belangeri
Osteobrama belangeri är en fiskart som först beskrevs av Valenciennes, 1844.  Osteobrama belangeri ingår i släktet Osteobrama och familjen karpfiskar. IUCN kategoriserar arten globalt som nära hotad. Inga underarter finns listade i Catalogue of Life.